# Günter-Rohrbach-Filmpreis

Logo

Mit der Stiftung des Günter Rohrbach Filmpreises möchte die saarländische Kreisstadt Neunkirchen einerseits ihren Sohn, den Filmproduzenten Günter Rohrbach, ehren und andererseits die Förderung deutschsprachiger Filme und der Regionalkultur betreiben.

## Beschreibung
Das Projekt besitzt den Charakter eines Wettbewerbpreises, er wird jährlich ausgelobt. Der Preis wurde im Sommer 2011 ins Leben gerufen. Der Hauptpreis ist mit 10.000 € dotiert. Weiterhin werden Darstellerpreise in Höhe von 5.000 € vergeben, der Preis des Saarländischen Rundfunks (dotiert mit 5.000 €), der Preis der Saarland Film GmbH (dotiert mit 3.500 €) und der Preis der Stadt Neunkirchen (dotiert mit 2.500 €).
Feste Mitglieder der Jury sind zurzeit: Oberbürgermeister a. D. Jürgen Fried, Uli Aselmann von die film gmbh, jeweils ein Vertreter des Saarländischen Rundfunks und der Saarbrücker Zeitung sowie im jährlichen Wechsel in der Filmszene aktive weitere Mitglieder. Im ersten Wettbewerbsjahr hatte die Filmschauspielerin Senta Berger den Juryvorsitz inne. 2012 übernahm diesen Elmar Wepper und im Jahre 2013 konnte man Juliane Köhler als Juryvorsitzende gewinnen. Barbara Auer hatte diesen im Jahr 2014 inne, 2015 Klaus Doldinger und im Jahr 2016 konnte Burghart Klaußner gewonnen werden. 2017 übernahm Nicolette Krebitz den Juryvorsitz und 2018 Herbert Knaup. Als Jurypräsident 2023 konnte Michael Herbig gewonnen werden.
Die erstmalige Verleihung des Preises fand am 18. November 2011 im Bürgerhaus Neunkirchen statt. Siegertitel war der Film Unter dir die Stadt von Regisseur Christoph Hochhäusler.

## Teilnahmebedingungen
Am Wettbewerb teilnehmen können „deutschsprachige Spielfilme (Kino- und Fernsehfilme) mit einer Länge von mindestens 80 Minuten, die in den Themenbereich ‚Arbeitswelt und Gesellschaft‘ gehören“. Eine Vorjury trifft unter den Einsendungen eine Vorauswahl von acht Filmen. Danach wählt die Jury vier Filme aus, aus denen die Gewinner ermittelt werden. Diese vier Filme werden in der Woche vor der Preisverleihung in der Stummschen Reithalle gezeigt.

## Preisverleihungen

### Preisverleihung 2011
Sieger: Unter dir die Stadt (Regie: Christoph Hochhäusler)
- Weitere Nominierungen:
  - Blaubeerblau (Regie: Rainer Kaufmann)
  - Die Lehrerin (Regie: Tim Trageser)
  - Dreiviertelmond (Regie: Christian Zübert)
  - Im Dschungel (Regie: Elmar Fischer)
- Darstellerpreis: Nicolette Krebitz in Unter dir die Stadt
- Sonderpreis: Anna Loos für ihre Darstellung in Die Lehrerin

Jury 2011: Günter Rohrbach (Vorsitzender), Senta Berger, Hans-Günther Brüske, Thomas Reinhardt, Jürgen Fried

### Preisverleihung 2012
Einreichungen: 45 Filme
- Sieger: Ein Jahr nach morgen (Regie: Aelrun Goette)
- Weitere Nominierungen:
  - Das Ende einer Nacht (Regie: Matti Geschonneck)
  - Das Wunder von Kärnten (Regie: Andreas Prochaska)
  - Atmen (Regie: Karl Markovics)
- Darstellerpreis: Barbara Auer und Ina Weisse in Das Ende einer Nacht
- Preis der Saarland Film: Atmen (Regie: Karl Markovics)
- Sonderpreis des Oberbürgermeisters Jürgen Fried: Gerti Drassl und Gerhard Liebmann in Das Wunder von Kärnten

Jury 2012: Elmar Wepper (Vorsitzender), Andrea Etspüler, Uli Aselmann, Thomas Reinhardt, Jürgen Fried

### Preisverleihung 2013
Einreichungen: 42 Filme
- Sieger: Freier Fall (Regie: Stephan Lacant, Produktion: kurhaus production)
- Weitere Nominierungen:
  - Operation Zucker (Regie: Rainer Kaufmann)
  - Schuld sind immer die Anderen (Regie: Lars-Gunnar Lotz)
  - Und alle haben geschwiegen (Regie: Dror Zahavi)
- Darstellerpreis: Nadja Uhl und Senta Berger in Operation Zucker
- Preis der Saarland Film GmbH: Edin Hasanović in Schuld sind immer die Anderen und Alicia von Rittberg und Leonard Carow in Und alle haben geschwiegen
- Preis des Oberbürgermeisters Jürgen Fried: Hanno Koffler und Max Riemelt in Freier Fall

Jury 2013: Juliane Köhler (Vorsitzende), Andrea Etspüler, Uli Aselmann, Thomas Reinhardt, Jürgen Fried

### Preisverleihung 2014
Einreichungen: 45 Filme
- Sieger: Traumland (Regie: Petra Volpe, Produktion: Zodiac Pictures, Wüste Film)
- Weitere Nominierungen:
  - Der Fall Bruckner (Regie: Urs Egger)
  - Westen (Regie: Christian Schwochow)
  - Zeit der Kannibalen (Regie: Johannes Naber)
- Darstellerpreis: Katharina Schüttler, Sebastian Blomberg und Devid Striesow in Zeit der Kannibalen
- Preis der Saarland Film GmbH 2014: Judith Kaufmann für die Kamera bei Traumland
- Preis des Oberbürgermeisters Jürgen Fried: Corinna Harfouch in Der Fall Bruckner und Jördis Triebel in Westen

Jury 2014: Barbara Auer (Vorsitzende), Andrea Etspüler, Peter Herrmann, Thomas Reinhardt, Jürgen Fried

### Preisverleihung 2015
Einreichungen: 56 Filme
- Sieger: Der Staat gegen Fritz Bauer (Regie: Lars Kraume, Produktion: zero one film GmbH, Thomas Kufus)

Weitere Nominierungen:
- - Altersglühen – Speed Dating für Senioren (Regie: Jan Georg Schütte)
  - Das Ende der Geduld (Regie: Christian Wagner)
  - Freistatt (Regie: Marc Brummund)
- Darstellerpreis: Burghart Klaußner in Der Staat gegen Fritz Bauer und Martina Gedeck in Das Ende der Geduld
- Preis der Saarland Medien GmbH: Jan Georg Schütte für Altersglühen – Speed Dating für Senioren
- Preis des Oberbürgermeisters Jürgen Fried: Julian Maas und Christoph M. Kaiser für die Musik in Der Staat gegen Fritz Bauer

Jury: Klaus Doldinger (Vorsitzender), Stephen Lacant, Andrea Etspüler, Uli Aselmann, Thomas Reinhardt, Jürgen Fried

### Preisverleihung 2016
- Filmpreis: Wild (Regie: Nicolette Krebitz)
- Weitere Nominierungen:
  - 24 Wochen (Regie: Anne Zohra Berrached)
  - Das weiße Kaninchen (Regie: Florian Schwarz)
  - Junges Licht (Regie: Adolf Winkelmann)
  - Nebel im August (Regie: Kai Wessel)
- Darstellerpreis: Sebastian Koch für seine Rolle in Nebel im August und Lilith Stangenberg für ihre Rolle in Wild
- Preis des Saarländischen Rundfunks: Lena Urzendowsky für ihre Rolle in Das weiße Kaninchen und Ivo Pietzcker für seine Rolle in Nebel im August
- Preis der Saarland Medien GmbH für den Film 24 Wochen (hervorgehoben Regisseurin Anne Zohra Berrached und Hauptdarstellerin Julia Jentsch)
- Preis des Oberbürgermeisters: Adolf Winkelmann für Junges Licht

Jury 2016: Burghart Klaußner (Vorsitzender), Uli Aselmann, Franziska Aigner, Andrea Etspüler, Thomas Reinhardt, Jürgen Fried

### Preisverleihung 2017
- Filmpreis: Western (Regie: Valeska Grisebach)
- Weitere Nominierungen:
  - Beat Beat Heart (Regie: Luise Brinkmann)
  - Casting (Regie: Nicolas Wackerbarth)
  - Toter Winkel (Regie: Stephan Lacant)
  - Willkommen bei den Hartmanns (Regie: Simon Verhoeven)
- Darstellerpreis: Andreas Lust  für seine Rolle in Casting und Lana Cooper für ihre Rolle in Beat Beat Heart
- Preis des Saarländischen Rundfunks: Herbert Knaup für seine Rolle in Toter Winkel
- Preis der Saarland Medien GmbH: Bernhard Keller (Kamera) für Western
- Preis des Oberbürgermeisters: Simon Verhoeven für das Drehbuch zu Willkommen bei den Hartmanns[5][6]

Jury 2017: Nicolette Krebitz (Vorsitzende), Uli Aselmann, Andrea Etspüler, Thomas Reinhardt, Jürgen Fried

### Preisverleihung 2018
- Filmpreis: In den Gängen (Regie: Thomas Stuber)[7]
- Weitere Nominierungen:
  - Back for Good (Regie: Mia Spengler)
  - Das schönste Mädchen der Welt (Regie: Aron Lehmann)
  - Gundermann (Regie: Andreas Dresen)
  - Styx (Regie: Wolfgang Fischer)
- Darstellerpreis: Alexander Scheer für seine Rolle in Gundermann und Susanne Wolff für ihre Rolle in Styx
- Preis des Saarländischen Rundfunks: Luna Wedler und Aaron Hilmer für die Hauptrollen in Das schönste Mädchen der Welt
- Preis der Saarland Medien GmbH: Mia Spengler für ihre Regiearbeit in Back for Good[8]
- Preis des Oberbürgermeisters: Franz Rogowski für die schauspielerische Leistung in In den Gängen und Transit

Jury 2018: Herbert Knaup (Vorsitzender), Uli Aselmann, Andrea Etspüler, Ulrich Höcherl, Thomas Reinhardt, Jürgen Fried

### Preisverleihung 2019
- Filmpreis: Systemsprenger (Regie: Nora Fingscheidt)[9]
- Weitere Nominierungen:
  - Rufmord (Regie: Vivane Andereggen)
  - Atlas (Regie: David Nawrath)
  - Deutschstunde (Regie: Christian Schwochow)
- Darstellerpreis: Rainer Bock für seine Darstellung in Atlas und Rosalie Thomass für ihre Darstellung in Rufmord
- Preis des Saarländischen Rundfunks: Albrecht Schuch für Atlas und Systemsprenger
- Preis der Saarland Medien GmbH: Frank Lamm für Deutschstunde
- Preis des Oberbürgermeisters: Julia Kovalenko und Stephan Bechinger für Systemsprenger

Jury 2019: Margarethe von Trotta (Vorsitzende), Thomas Wöbke, Andrea Etspüler, Corinna Eich, Ulrich Höcherl, Thomas Reinhardt, Jürgen Fried

### Preisverleihung 2020
- Filmpreis: Exil (Regie:Visar Morina)[10]
- Weitere Nominierungen:[11]
  - Der König von Köln (Regie: Richard Huber)
  - Gipsy Queen (Regie: Hüseyin Tabak)
  - Pelikanblut (Regie: Katrin Gebbe)

- Darstellerpreis: Mišel Matičević für seine Darstellung in Exil und Nina Hoss für ihre Darstellung in Pelikanblut
- Preis des Saarländischen Rundfunks: Ralf Husmann für Der König von Köln
- Preis der Saarland Medien GmbH: Moritz Schultheiß für Pelikanblut
- Preis des Oberbürgermeisters: Alina Șerban für Gipsy Queen

### Preisverleihung 2021
- Filmpreis: Fabian oder Der Gang vor die Hunde (Regie: Dominik Graf)[12][13]
- Weitere Nominierungen:[14]
  - Ich bin dein Mensch (Regie: Maria Schrader)
  - Fuchs im Bau (Regie: Arman T. Riahi)
  - Je suis Karl (Regie: Christian Schwochow)

- Darstellerpreis: Maria Hofstätter für Fuchs im Bau und Tom Schilling für Fabian oder Der Gang vor die Hunde
- Preis des Saarländischen Rundfunks: Jannis Niewöhner für Je suis Karl und Saskia Rosendahl für Fabian oder Der Gang vor die Hunde[15]
- Preis der Saarland Medien GmbH: Arman T. Riahi für Fuchs im Bau
- Preis des Oberbürgermeisters: Benedict Neuenfels für Ich bin dein Mensch

### Preisverleihung 2022
- Filmpreis: Die Wannseekonferenz (Regie: Matti Geschonneck)[16][17]
- Darstellerpreis: Marlene Burow, Sabin Tambrea und David Schütter für In einem Land, das es nicht mehr gibt
- Preis des Saarländischen Rundfunks: Karoline Herfurth für Wunderschön
- Preis der Saarland Medien GmbH: Peter Keller und Stefan Sarazin für Nicht ganz koscher – Eine göttliche Komödie
- Preis des Oberbürgermeisters: Kostümbildnerin Regina Tiedeken für In einem Land, das es nicht mehr gibt

### Preisverleihung 2023
- Filmpreis: Sonne und Beton (Regie: David Wnendt)[18]
  - Weitere Nominierungen: Das Lehrerzimmer, Roter Himmel, Wann wird es endlich wieder so, wie es nie war[19]
- Darstellerpreis: Laura Tonke für Wann wird es endlich wieder so, wie es nie war und Matthias Brandt für Roter Himmel
- Preis des Saarländischen Rundfunks: Levy Rico Arcos für Sonne und Beton
- Preis der Saarland Medien GmbH: İlker Çatak und Johannes Duncker für das Drehbuch zu Das Lehrerzimmer
- Preis des Oberbürgermeisters: Sonja Heiss für Wann wird es endlich wieder so, wie es nie war

Jury 2023: Michael Herbig (Vorsitz), Julia Koschitz, Andrea Etspüler, Uli Aselmann, Jürgen Fried, Thomas Reinhard und Ulrich Höcherl

### Preisverleihung 2024
- Filmpreis: Rickerl – Musik is höchstens a Hobby (Regie: Adrian Goiginger, Produzent: Gerrit Klein)[20]
  - Weitere Nominierungen: Ein Mann seiner Klasse, In Liebe, Eure Hilde, Verbrannte Erde[21]
- Darstellerpreis: Liv Lisa Fries  für In Liebe, Eure Hilde
- Preis des Saarländischen Rundfunks: Marc Brummund für Ein Mann seiner Klasse
- Preis der Saarland Medien GmbH: Reinhold Vorschneider für Verbrannte Erde (Kamera)
- Preis des Oberbürgermeisters: Voodoo Jürgens für Rickerl – Musik is höchstens a Hobby (Musik)